# Джим Резерфорд
Джим Резерфорд (англ. Jim Rutherford; нар. 17 лютого 1949, Бітон, Онтаріо) — канадський хокеїст, що грав на позиції воротаря. Згодом — хокейний тренер. Грав за збірну команду Канади.
Наразі є головним менеджером клубу НХЛ «Ванкувер Канакс».
Тричі ставав володарем Кубка Стенлі як головний менеджер.

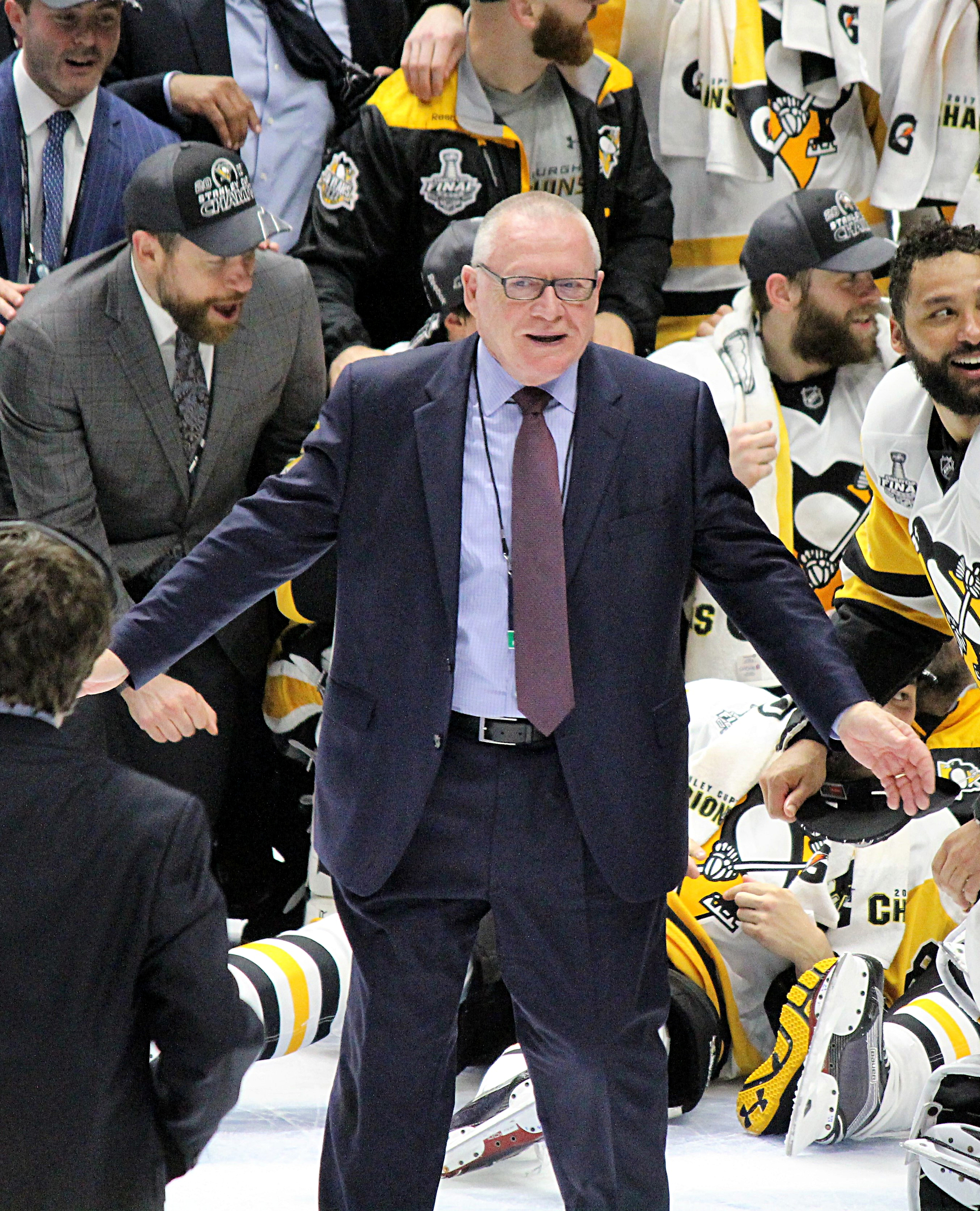
Резерфорд після його другого Кубка Стенлі як генерального менеджера.

## Ігрова кар'єра
Професійну хокейну кар'єру розпочав 1969 року.
1969 року був обраний на драфті НХЛ під 10-м загальним номером командою «Детройт Ред-Вінгс».
Протягом професійної клубної ігрової кар'єри, що тривала 15 років, захищав кольори команд «Детройт Ред-Вінгс», «Піттсбург Пінгвінс», «Торонто Мейпл-Ліфс» та «Лос-Анджелес Кінгс».
Загалом провів 457 матчів у НХЛ.
Виступав за збірну Канади.

## Родина
Син: Джеймс Резерфорд теж хокеїст.